# 特殊建築物等定期調査業務基準
特殊建築物等定期調査業務基準とは、建築基準法第12条第1項に基づいた、建築物の定期調査・報告業務を実施する際の手引書である。
国土交通省住宅局建築指導課の監修のもと、財団法人（現 一般財団法人）日本建築防災協会より発行されている。
自動扉や防火シャッターによる死亡事故や、地震や火災による大きな事故が発生すると、内容の見直しが図られ、現在までに初版（平成16年）・増補版（平成17年）・改訂版（平成19年）・2008年改訂版（平成20年）が発行されている。2013年3月現在の最新版は「2008年改訂版」。